# Cambio cambio
Cambio cambio es una película de thriller argentina dirigida por Lautaro García Candela.
La película tuvo su estreno mundial en la sección oficial (competencia internacional) de la 37.ª edición del Festival Internacional de Cine de Mar del Plata.

## Sinopsis
La cinta trnascurre en el mundo de los arbolitos, personajes de la vida urbana de la Ciudad de Buenos Aires que plantados en la calle Florida, ofrecen a los turistas que visitan la ciudad cambiar los dólares por un mejor precio. Allí transcurre la vida de un joven que lo mueve la ambición de reunir el dinero que le permita mejorar su vida en el menor tiempo posible, y que no dudará en asumir los riesgos necesarios para lograrlo.

## Elenco
- Ignacio Quesada como Pablo
- Camila Peralta como Florencia
- Valeria Santa como Daniela
- Mucio Manchini como Ricky
- Darío Levy como Daniel
- Tomás Corradi como Andrés
- Alejandro Menéndez como Gabriel

## Premios y nominaciones
| Lista de premios y nominaciones | Lista de premios y nominaciones        | Lista de premios y nominaciones | Lista de premios y nominaciones | Lista de premios y nominaciones | Lista de premios y nominaciones |
| Año                             | Organización                           | Categoría                       | Nominado/a(s)                   | Resultado                       | Ref(s)                          |
| ------------------------------- | -------------------------------------- | ------------------------------- | ------------------------------- | ------------------------------- | ------------------------------- |
| 2024                            | Premios Martín Fierro de Cine y Series | Mejor actor revelación          | Ignacio Quesada                 | Nominado                        | [ 4 ]                           |